# Olimpíada d'escacs de 2006
L'Olimpíada d'escacs de 2006, 37a edició de les Olimpíades d'escacs, fou un torneig celebrat entre el 20 de maig i el 6 de juny de 2006 a Torí, Itàlia. Va incloure tant una competició absoluta com una de femenina. També s'hi va celebrar, conjuntament, l'Assemblea General de la FIDE.

## Desenvolupament de la competició

### Torneig absolut
Al torneig absolut o open hi participaren 148 equips representant 143 estats o territoris. Itàlia, com a organitzadora, hi era representada amb tres equips, i també hi tenien representació, amb un equip, l'Associació Internacional d'escacs per a cecs, l'Associació Internacional d'Escacs per a Discapacitats Físics, i el Comitè Internacional d'Escacs per a Sords. No hi varen participar ni Somàlia ni Sierra Leone, tot i que en principi, havien registrat un equip.
Liderada al primer tauler pel Gran Mestre (GM) Levon Aronian, el segon Elo més alt de l'Olimpíada, i pel primer suplent, GM Gabriel Sargissian, (qui va fer 10 punts en 11 partides), Armènia va superar el 3r lloc obtingut a l'anterior 36a Olimpíada, assolint la medalla d'or amb dos punts sencers d'aventatge sobre la Xina, el quart tauler de la qual, GM Wang Yue, va acabar invicte, amb vuit victòries i quatre taules. Armènia va acabar el torneig sense haver perdut cap matx, amb 10 victòries i tres empats. Aronian va ser l'únic jugador d'Armènia que va perdre una partida, a la cinquena ronda, contra l'excampió del món, el rus GM Vladímir Kràmnik. Kràmnik, que jugava la seva primera competició internacional en els darrers sis mesos, va fer sis punts i mig de nou partides, contra una forta oposició, el millor resultat de l'Olimpíada (ponderant la força dels rivals). L'equip de Rússia, però, no va obtenir el resultat que s'esperava. Els seus sis integrants eren entre els 17 jugadors més forts del torneig per rànquing; Rússia anava en segona posició, només un punt darrere d'Armènia, a la setena ronda, però va perdre contra França (2 ½ -1 ½), els Estats Units (2 ½ -1 ½), i, a la ronda final, contra Israel (3-1), i, finalment, va acabar en sisè lloc, un resultat molt dolent pels russos, considerant que es tractava de la primera vegada des de l'Olimpíada d'escacs de 1950 en què un equip soviètic o rus quedava fora del podi. Israel, tot i que va derrotar els Estats Units, 2 ½ -1 ½ a la penúltima jornada, i va empatar al tercer lloc, no va obtenir medalla: els nord-americans varen obtenir la medalla de bronze per millor desempat. Hongria, que partia en el 16è lloc del rànquing inicial, acabà cinquena, mercès a les sòlides actuacions del tercer tauler GM Ferenc Berkes i del quart, GM Csaba Balogh, mentre que l'Índia, que era el segon cap de sèrie del torneig, va acabar en el lloc 30è, amb una fluixa actuació del primer tauler, GM Viswanathan Anand, i del quart tauler, GM Shekhar Ganguly Surya, que només varen puntuar al voltant del 50 per cent.

#### Resultats per equips
Varen obtenir medalla equips classificats del primer al tercer lloc a la general, així com els tres primers de cada grup (integrat per equips ordenats en funció del seu rànquing inicial). Les medalles absolutes no són acumulables als premis per grup.

##### Classificació final absoluta
| Posició final | Equip                        | Jugadors | Rànquing | Mitjana d'Elo 2006 | Matxs guanyats | Matxs empatats | Matxs perduts | Punts totals |
| ------------- | ---------------------------- | --- | -------- | ------------------ | -------------- | -------------- | ------------- | ------------ |
| Primer        | Armènia                      | Levon Aronian, Vladímir Akopian, Karèn Asrian, Sembat Lputian, Gabriel Sargissian, Artaixès Minassian         | 3        | 2682               | 10             | 3              | 0             | 36.0         |
| Segon         | República Popular de la Xina | Bu Xiangzhi, Zhang Zhong, Zhang Pengxiang, Wang Yue, Ni Hua, Zhao Jun                                         | 12       | 2628               | 8              | 1              | 4             | 34.0         |
| Tercer        | Estats Units                 | Gata Kamsky, Alexander Onischuk, Hikaru Nakamura, Ildar Ibragimov, Gregory Kaidanov, Varuzhan Akobian         | 7        | 2656               | 9              | 3              | 1             | 33.0         |
| Quart         | Israel                       | Borís Guélfand, Ilià Smirin, Emil Sutovsky, Borís Àvrukh, Alexander Huzman, Victor Mikhalevski                | 6        | 2663               | 9              | 3              | 1             | 33.0         |
| Cinquè        | Hongria                      | Zoltán Almási, Zoltan Gyimesi, Ferenc Berkes, Csaba Balogh, Robert Ruck, Adam Horvath                         | 16       | 2610               | 7              | 4              | 2             | 32.5         |
| Sisè          | Rússia                       | Vladímir Kràmnik, Piotr Svídler, Aleksandr Grisxuk, Aleksandr Morozévitx, Ievgueni Baréiev, Serguei Rublevski | 1        | 2730               | 7              | 2              | 4             | 32.0         |
| Setè          | França                       | Étienne Bacrot, Joel Lautier, Andrei Sokolov, Laurent Fressinet, Maxime Vachier-Lagrave, Christian Bauer      | 5        | 2665               | 7              | 5              | 1             | 32.0         |
| Vuitè         | Ucraïna                      | Vasil Ivantxuk, Andrei Volokitin, Serguei Kariakin, Pàvel Eliànov, Oleksandr Moissèienko, Zahar Efimenko      | 4        | 2680               | 8              | 2              | 3             | 32.0         |
| Novè          | Bulgària                     | Kiril Gueorguiev, Ivan Txeparínov, Aleksandr Dèltxev, Vasili Spasov, MI Vladimir Petkov, MI Valentin Iotov    | 10       | 2633               | 7              | 2              | 4             | 32.0         |
| Desè          | Espanya                      | Aleksei Xírov, Francisco Vallejo, Miquel Illescas, Julen Arizmendi, Pablo San Segundo, Marc Narciso           | 11       | 2628               | 7              | 4              | 2             | 32.0         |

##### Premis per grups
Grup A (equips entre els llocs 1 a 29 del rànquing inicial, excloent els tres primers premiats a la classificació general absoluta)
| Equip   | Classificació final | Rànquing | Mitjana Elo | Punts totals |
| ------- | ------------------- | -------- | ----------- | ------------ |
| Israel  | 4                   | 6        | 2663        | 33.0         |
| Hongria | 5                   | 16       | 2610        | 32.5         |
| Rússia  | 6                   | 1        | 2730        | 32.0         |

Grup B (equips entre els llocs 30 a 59 del rànquing inicial)
| Equip     | Posició final | Rànquing | Mitjana Elo | Punts totals |
| --------- | ------------- | -------- | ----------- | ------------ |
| Suècia    | 17            | 31       | 2549        | 30.5         |
| Eslovènia | 23            | 32       | 2545        | 30.0         |
| Letònia   | 28            | 42       | 2516        | 30.0         |

Grup C (equips entre els llocs 60 a 89 del rànquing inicial)
| Equip            | Classificació final | Rànquing | Mitjana Elo | Punts finals |
| ---------------- | ------------------- | -------- | ----------- | ------------ |
| Itàlia (equip B) | 48                  | 70       | 2371        | 28.5         |
| Kazakhstan       | 53                  | 73       | 2348        | 28.0         |
| Colòmbia         | 57                  | 62       | 2437        | 27.0         |

Grup D (equips entre els llocs 90 a 119 del rànquing inicial)
| Equip                                     | Classificació final | Rànquing | Mitjana Elo | Punts finals |
| ----------------------------------------- | ------------------- | -------- | ----------- | ------------ |
| Tadjikistan                               | 54                  | 106      | 2215        | 28.0         |
| Algèria                                   | 69                  | 91       | 2285        | 26.5         |
| Comitè internacional d'escacs per a sords | 76                  | 90       | 2308        | 26.0         |

Grup E (equips entre els llocs 120 a 148 del rànquing inicial)
| Equip    | Classificació final | Rànquing | Mitjana Elo | Punts finals |
| -------- | ------------------- | -------- | ----------- | ------------ |
| Japó     | 87                  | 121      | 2139        | 25.5         |
| Pakistan | 98                  | 123      | 2123        | 24.5         |
| Xipre    | 103                 | 122      | 2125        | 24.0         |

#### Resultats individuals
S'atorgaren medalles individuals als tres jugadors que aconseguiren una millor actuació basada en la mitjana d'Elo dels rivals (rating performance) i que haguessin jugat un mínim de vuit partides. També obtingueren medalles els tres millors en percentatge de punts guanyats sobre el total de partides jugades, d'entre els que havien jugat habitualment en cadascun dels taulers primer a quart (amb un mínim de vuit partides), així com als suplents que haguessin jugat un mínim de set partides (en qualsevol tauler), computats com a jugadors dels taulers cinquè i sisè. Els empats a la classificació es resolen a favor del jugador amb més partides jugades, i en cas de persistir l'empat, a favor del jugador amb una millor actuació des del punt de vista de la mitjana Elo dels rivals.

##### Millors actuacions individuals (segons la mitjana d'Elodel rival)
| Jugador          | Equip                        | Elo FIDE | Tauler principal | Partides | Punts | Rating performance |
| ---------------- | ---------------------------- | -------- | ---------------- | -------- | ----- | ------------------ |
| Vladímir Kràmnik | Rússia                       | 2729     | 1                | 9        | 6.5   | 2847               |
| Wang Yue         | República Popular de la Xina | 2598     | 4                | 12       | 10.0  | 2837               |
| Étienne Bacrot   | França                       | 2708     | 1                | 8        | 6.0   | 2833               |
| Magnus Carlsen   | Noruega                      | 2646     | 1                | 8        | 6.0   | 2820               |
| Serguei Kariakin | Ucraïna                      | 2661     | 3                | 11       | 8.5   | 2798               |
| Bu Xiangzhi      | República Popular de la Xina | 2640     | 1                | 12       | 8.0   | 2790               |
| David Navara     | República Txeca              | 2658     | 1                | 12       | 8.5   | 2786               |
| Vladímir Akopian | Armènia                      | 2706     | 2                | 12       | 9.0   | 2778               |
| Levon Aronian    | Armènia                      | 2756     | 1                | 11       | 7.0   | 2768               |
| Joel Lautier     | França                       | 2682     | 2                | 11       | 8.0   | 2759               |

##### Premis per taulers
Primer tauler
| Jugador                   | Equip     | Elo FIDE | Partides | Punts | Percentatge |
| ------------------------- | --------- | -------- | -------- | ----- | ----------- |
| Mohyuddin Gillani Tanveer | Pakistan  | 2279     | 8        | 7.0   | 87.5        |
| GM Ievguenij Ermenkov     | Palestina | 2462     | 10       | 8.5   | 85.0        |
| GM Hichem Hamdouchi       | Marroc    | 2559     | 10       | 7.5   | 75.0        |

Segon tauler
| Jugador                | Equip     | Elo FIDE | Partides | Punts | Percentatge |
| ---------------------- | --------- | -------- | -------- | ----- | ----------- |
| MI Josep Oms i Pallisé | Andorra   | 2496     | 11       | 9.0   | 81.8        |
| Brian Dew              | Hong Kong | 2147     | 9        | 7.0   | 77.8        |
| MI Eduardo Iturrizaga  | Veneçuela | 2397     | 11       | 8.5   | 77.3        |

Tercer tauler
| Jugador            | Equip   | Elo FIDE | Partides | Punts | Percentatge |
| ------------------ | ------- | -------- | -------- | ----- | ----------- |
| Manuel Larrea      | Uruguai | 2278     | 8        | 7.0   | 87.5        |
| GM Rafael Leitão   | Brasil  | 2575     | 10       | 8.0   | 80.0        |
| GM Miquel Illescas | Espanya | 2608     | 9        | 7.0   | 77.8        |

Quart tauler
| Jugador          | Equip                        | Elo FIDE | Partides | Punts | Percentatge |
| ---------------- | ---------------------------- | -------- | -------- | ----- | ----------- |
| GM Wang Yue      | República Popular de la Xina | 2598     | 12       | 10.0  | 83.3        |
| GM Robert Zelcic | Croàcia                      | 2525     | 12       | 9.0   | 75.0        |
| GM Borís Àvrukh  | Israel                       | 2633     | 10       | 7.5   | 75.0        |

Cinquè (primer suplent) tauler
| Jugador               | Equip    | Elo FIDE | Partides | Punts | Percentatge |
| --------------------- | -------- | -------- | -------- | ----- | ----------- |
| MF Basheer Al-Qudaimi | Iemen    | 2396     | 7        | 7.0   | 100.0       |
| Amer Karim            | Pakistan | 2260     | 8        | 7.5   | 93.8        |
| Ali Laith             | Iraq     | 2179     | 7        | 6.5   | 92.9        |

Sisè (segon suplent) tauler
| Jugador                 | Equip       | Elo FIDE  | Partides | Punts | Percentatge |
| ----------------------- | ----------- | --------- | -------- | ----- | ----------- |
| Phiri Richmond          | Zàmbia      | sense Elo | 7        | 6.5   | 92.9        |
| Hirawan Pg Mohd Omar Ak | Brunei      | 2335      | 7        | 6.5   | 92.9        |
| Hameedullah Haidary     | Afghanistan | no rating | 9        | 7.5   | 83.3        |

### Torneig femení

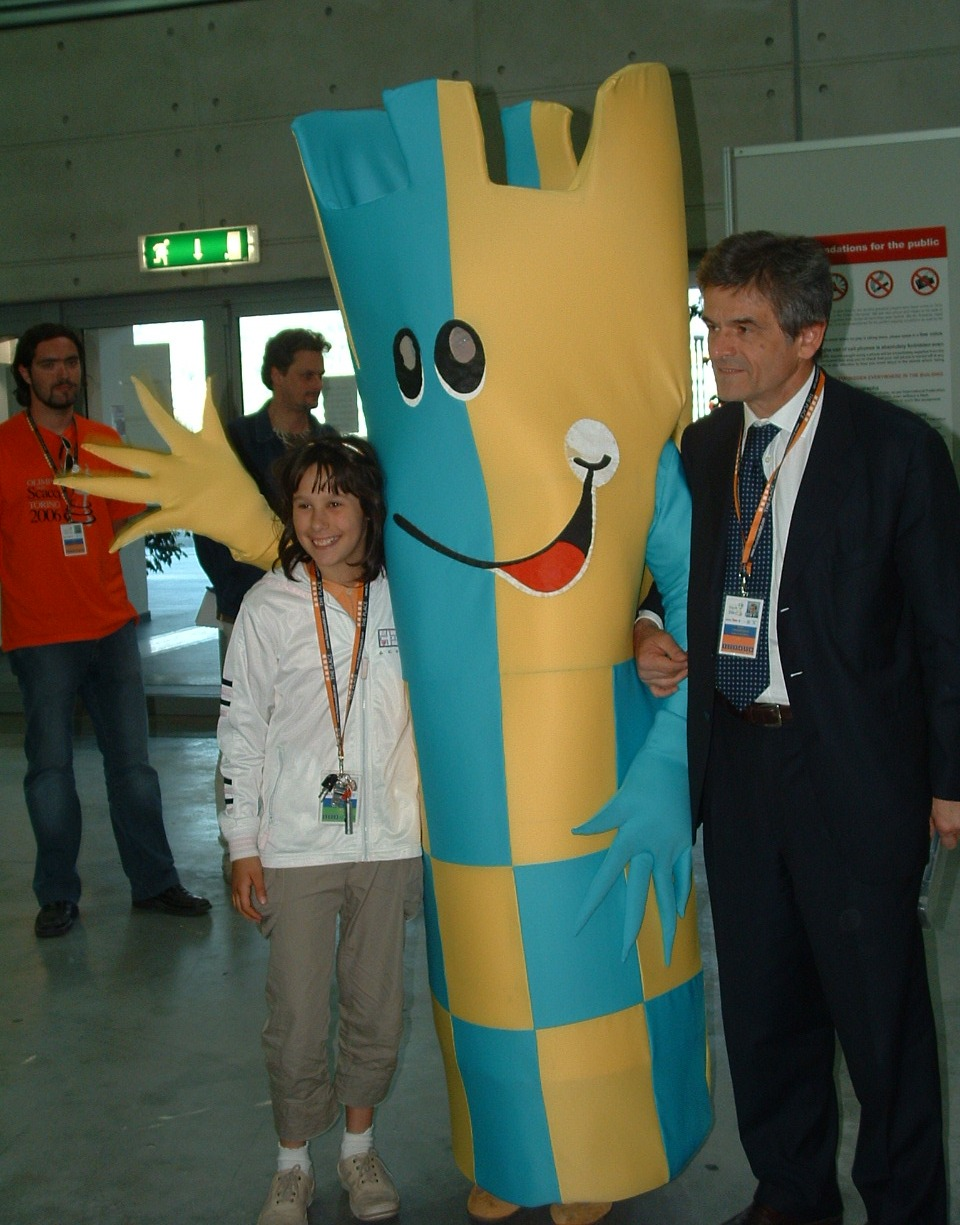
L'italiana Marina Brunello (12 anys), amb en Ruki i el batlle de Torí, Sergio Chiamparino

A la categoria femenina hi participaren 106 equips, en representació de 102 països i territoris; Itàlia, com a organitzadora, hi aportà dos equips, i també hi tenien representació, amb un equip, l'Associació Internacional d'escacs per a cecs, l'Associació Internacional d'Escacs per a Discapacitats Físics, i el Comitè Internacional d'Escacs per a Sords. No hi varen participar ni Somàlia ni el Sudan, tot i que en principi, havien registrat un equip.
Afganistan, Uganda, i Ruanda es varen retirar després de la primera ronda.
Ucraïna, que havia acabat 18a a la XXXVI Olimpíada però que arribava a aquesta en el segon lloc del rànquing inicial, anava en segona posició, rere les primeres del rànquing, Rússia, a la setena ronda, i això malgrat que el resultat Ucraïna-Rússia de la 5a ronda havia estat de 2-1. Les ucraïneses, però, varen prendre el liderat a la vuitena ronda, quan guanyaren Hongria, mentre Rússia només va empatar el seu matx amb els Estats Units. Ucraïna disposava de la GMF Natàlia Júkova, que va fer set punts i mig de nou partides, guanyant entre d'altres la primera i la segona jugadores amb més alt Elo de la competició, la GM Humpy Koneru de l'Índia i la GM Aleksandra Kosteniuk de Rússia, i disposava també, al tercer tauler, de la Mestre Internacional (MI) Inna Yanovska-Gaponenko, qui va fer un molt bon resultat (+6, =2, -1), i va assegurar-se la medalla d'or i el Trofeu Vera Menchik amb una victòria a la 12a ronda contra l'Índia (2½-½), de manera que acabà finalment primera amb un punt i mig d'aventatge respecte a les russes, medalla de plata. Les defensores del títol, les xineses, es basaven en la força del seu primer tauler, la GMF Zhao Xue, que acabà invicta, concedint només sis taules en 13 partides, varen obtenir la medalla de bronze amb tres punts d'aventatge sobre els Estats Units, amb qui varen empatar a la penúltima ronda per assegurar les respectives classificacions. Els Estats Units varen superar per desempat Hongria i Geòrgia per la quarta plaça. Varen fer un bon torneig els Països Baixos (18è del rànquing, acabà setè), Eslovènia (17è del rànquing, acabà novè), i la República Txeca (22è del rànquing, acabà desè).